# Potosí (Venezuela)
El Pueblo de Potosí fue un poblado del estado Táchira en Venezuela, fundado hace más de dos siglos y que para el año de 1984 fue desalojado por completo para dar paso a la construcción del Complejo Hidroeléctrico Uribante Caparo, obra de gran importancia para el país. Esta represa, una vez construida, inundó por completo al pueblo ya desalojado. En 2010, el pueblo quedó al descubierto por primera vez desde su inundación debido a una sequía provocada por el fenómeno meteorológico El Niño.

## Ubicación
Este se encontraba a 1185 m s. n. m. en las sierras del ramal del Uribante, su clima era fresco y tenía una gran población. Su nombre tiene un origen desconocido y no tiene nada que ver con la Villa Imperial de Carlos V o Ciudad de Potosí, el centro minero más importante de América en la época colonial, ubicado en el altiplano boliviano.  La analogía es una mala interpretación de las fuentes de consulta. La riqueza de Potosí en Uribante se basaba en la economía agropecuaria, especialmente en café y ganadería.

## Historia
El pueblo de Potosí es el resultado de la expansión de la frontera agrícola en Pregonero y las aldeas vecinas. Una vez que el espacio agrícola se satura en los alrededores de la capital del municipio Uribante, los vecinos avanzan más al sur, penetran por el valle del rio Puya y colonizan esas tierras, desarrollando diversos cultivos de subsistencia en los alrededores, hasta que se va configurando un pequeño centro poblado, con plaza, iglesia y un puñado de vecinos. Posteriormente,se convierte en cabecera del municipio Potosí del antiguo distrito Uribante. Precisamente, cuando llega la hora de su florecimiento, aparece la noticia sobre la desaparición física del mismo. 

A principio de los años 1980, con el gobierno de Luis Herrera Campíns, al comienzo de las obras de construcción de la represa, fue cuando se determinó que debía desalojarse a la población. Esto iba en beneficio de la construcción de la represa. El desalojo fue difícil de lograr, ya que, parte de la población se oponía a desalojar y dejar su pueblo. Al final, el gobierno de aquel entonces logró convencer a todos sus habitantes al regalarles casas y se dio en definitiva este desalojo. Según estudios realizados, se logró anticipar en aquella época, que este pueblo tarde o temprano se inundaría por su ubicación, por lo que fue inundado intencionalmente en la construcción de la represa.

## Resurgimiento
Actualmente la inundación hecha por los constructores de esta represa está quedando sin efecto a consecuencia de situaciones climatológicas, haciendo reaparecer ruinas del pueblo por el decrecimiento de las aguas. Desde 1998 las ruinas del pueblo han reaparecido tres veces a consecuencia de los cambios climáticos que provocan las sequías y grandes oleadas de calor.